# 克雷格·莫特拉姆
克雷格·莫特拉姆（英語：Craig Mottram，1980年6月18日—），澳大利亚男子田径运动员。他曾代表澳大利亚参加2002年和2006年英联邦运动会田径比赛，获得一枚银牌。他也曾参加2000年、2004年、2008年和2012年夏季奥运会。